# Etiquetado de alimentos en Colombia
La ley de etiquetado frontal o “Ley de comida chatarra” como fue nombrada en Colombia en 2022, es una medida basada en la advertencia mediante etiquetas adheridas en los productos alimentarios, reconocida por la Organización Panamericana de la Salud (OPS). Esta legislación fue instaurada por el Ministerio de Salud y Protección Social en su compromiso con la salud pública de los colombianos mediante la Resolución 810 del 2021, la que establece los requisitos de etiquetado nutricional y frontal que deben cumplir los alimentos envasados o empacados para consumo humano. Dicha resolución entraría en vigor el 16 de diciembre de 2022 y traerá cambios en las tablas nutricionales y el uso de sellos frontales para los alimentos y bebidas empacadas. Sin embargo, faltaba la reglamentación de la norma. La ley también regula la publicidad, promoción y patrocinio a niños, niñas y adolescentes.

## Historia
En el 2018, la organización no gubernamental Red PaPaz, inició una campaña para exigir la implementación del etiquetado octagonal (que ya se creó en Chile desde 2016), y al mismo tiempo exigía prohibición de publicidad de alimentos y bebidas envasadas y empacadas dirigida a menores de edad.

## Inicio de la norma
En 2021, el Ministerio de Salud y Protección Social instauró la Resolución 810 del 2021, en la que no sólo se añadía los sellos de advertencia (si superaba los límites establecidos), sino que eliminaba el etiquetado GDA (aunque algunas empresas alimenticias los usan aún) y se debía informar en el frente del empaque cuántas porciones contiene cada producto.
Inicialmente se reglamentaban tres sellos de advertencia en forma circular, cuyos límites eran los siguientes:
|                               | Azúcares añadidos | Sodio          | Grasas saturadas |
| ----------------------------- | ----------------- | -------------- | ---------------- |
| Límites en alimentos sólidos  | >=10 g/100g       | >=400 mg/100g  | >=4 g/100g       |
| Límites en alimentos líquidos | >=5 g/100ml       | >=150 mg/100ml | >=3,5 g/100ml    |

Sólo se tenía en cuenta los límites por cada 100g o 100ml, esto a raíz del cambio en la información nutricional en la que debe decir qué contiene por cada 100g o 100ml y por la porción del producto.

## Modificación
La ONG Red PaPaz y Dejusticia instauraron una tutela para que el etiquetado sea octagonal, la cual fue admitida por el Concejo de Estado y obligó al Ministerio de Salud y Protección Social a modificar los sellos de advertencia, reemplazando los círculos por los octágonos, y además se elevaron a 5 los sellos, cambiando la descripción "alto en" por "exceso en", para sodio, azúcares, grasas saturadas y grasas trans, y añadiendo el término "contiene" para los edulcorantes. Los sellos deben ir incluso si los límites por porción son superados.
La Resolución 2492 de 2022 ahora contempla los límites así:
|                               | Sodio         | Azúcares añadidos                      | Grasas saturadas                       | Grasas trans                          | Edulcorantes       |
| ----------------------------- | ------------- | -------------------------------------- | -------------------------------------- | ------------------------------------- | ------------------ |
| Límites en alimentos sólidos  | >=300 mg/100g | >=10% del total de energía proveniente | >=10% del total de energía proveniente | >=1% del total de energía proveniente | Cualquier cantidad |
| Límites en alimentos líquidos | >=40 mg/100ml | >=10% del total de energía proveniente | >=10% del total de energía proveniente | >=1% del total de energía proveniente | Cualquier cantidad |

En ambos casos se mantiene el sello positivo en forma de visto bueno para productos de consumo masivo y que tengan mucha menor o nula cantidad de nutrientes críticos y nula adición de edulcorantes. El uso del sello positivo es voluntario.
|                               | Sodio         | Azúcares añadidos | Grasas saturadas | Grasas trans  | Edulcorantes  |
| ----------------------------- | ------------- | ----------------- | ---------------- | ------------- | ------------- |
| Límites en alimentos sólidos  | <=80 mg/100g  | <=2 g/100g        | <=2 g/100g       | No debe tener | No debe tener |
| Límites en alimentos líquidos | <=60 mg/100ml | <=1 g/100ml       | <=2 g/100ml      | No debe tener | No debe tener |